# Shila Khodadad
Shila Khodadad (persa: شیلا خداداد)  (Teheran, 5 de novembre de 1980) és una model i actriu iraniana. Ella va començar la seva carrera apareixent a la Protesta dramàtica (1999) i es va fer famosa per interpretar el paper principal a la sèrie de televisió Viatger de l'Índia (2001). Ha actuat a la pel·lícula taquillera Ekhrajiha 2 (2009) i a les sèries Golshifteh (2017) i El monstre (2019). Va ser nominada al premi a la millor actriu de comèdia de televisió del Festival Hafez per la sèrie de El monstre.

## Biografia
Shila Khodadad va néixer el 5 de novembre de 1980 a Teheran. El seu pare és teheraní i la seva mare és kurda de Mahabad. Va estudiar matemàtiques i física a l'institut de secundària, i química general a la Universitat Islàmica Azad, delegació de Teheran del Nord. A part de la interpretació, també ha estat activa en el camp de la música. Khodadad està casada amb Farzin Sarkarat, un metge. Va conèixer el seu espòs durant una rinoplàstia. El resultat d'aquest matrimoni són un fill i una filla que van néixer el novembre de 2013 i l'abril de 2017, respectivament.
Khodadad va seguir actuant per casualitat. El cineasta Masoud Kimiai se la va trobar a la farmàcia i li va oferir actuar a Protesta (1999). Es va fer molt coneguda pel seu paper en aquesta pel·lícula. El 2001, va interpretar el paper principal d'una noia índia anomenada Sita a la sèrie de televisió Viatger de l'Índia. Aquesta sèrie va atreure un gran públic i va fer de Khodadad un actriu destacada a l'Iran. Shila Khodadad va emigrar de l'Iran a Dubai amb el seu marit l'any 2021 i actualment és resident i ciutadana en aquest estat. Els seus esports preferits són el futbol i el voleibol i el seu equip de futbol preferit és Esteghlal Tehran.
L'agost de 2018, Khodadad va traduir el llibre Alguns secrets no s'han de mantenir sobre el tema de l'abús sexual infantil.

## Filmografia
| Any  | Títol                          | Personatge fictici             |
| ---- | ------------------------------ | ------------------------------ |
| 1999 | Protesta                       | Amic de Ladan                  |
| 2000 | El blau                        | Esposa de Pouria               |
| 2001 | Jesús ve                       | Marjan                         |
| 2002 | Cors inquiets                  | Maryam                         |
| 2005 | Aquari                         | Pooneh                         |
| 2006 | Matrimoni d'estil iranià       | Shirin Sarpoolaki              |
| 2006 | Soghate Farang                 | Fereshteh Sazegar              |
| 2008 | Un petit error                 | Afsaneh                        |
| 2008 | L'ombra del terror             |                                |
| 2009 | Carrer 24                      | Shirin                         |
| 2009 | El fill d'Adam, la filla d'Eva | Mahboobeh Ehtiaj               |
| 2008 | No posis el peu a terra        | Leyli                          |
| 2008 | Pesar tehraní                  |                                |
| 2009 | Ekhrajiha 2                    | Auxiliar de vol                |
| 2009 | Zam Harir                      |                                |
| 2010 | Sant Petersburg                | Zohreh                         |
| 2011 | Dones Venus, homes de Mart     | Marjan, esposa de Saeed        |
| 2016 | Bodyguard                      | Sahar, esposa de Meysam Zarrin |

| Any  | Títol              | Personatge fictici                |
| ---- | ------------------ | --------------------------------- |
| 2001 | Viatger de l'Índia | Sita, viatger, el promès de Ramin |
| 2008 | SMS az diyar baghi | Shirin Shekarriz                  |
| 2016 | Pacient estàndard  | El doctor Taraneh Meshki          |

| Any  | Títol      | Personatge fictici | Notes       |
| ---- | ---------- | ------------------ | ----------- |
| 2017 | Golshifteh | Mozhgan            | 16 episodis |
| 2019 | El monstre | Felor              | 8 episodis  |